# Матсалу
Матсалу (на естонски: Matsalu laht; на руски: Матсалу) е залив в източната част на Балтийско море, край западния бряг на Естония. Вдава се навътре в сушата от запад на изток на 21 km, ширина на входа между носовете Пуйзенин на север и Пиканин на юг 4 km, дълбочина до 3 m. Площ 64 km². Бреговете му са ниски, пясъчни, обрасли с камъш и тръстика. В източната му част се намира резерватът „Матсалу“, обиталище на водоплаващи прелетни птици. По бреговете му са разположени няколко малки села.